# Cabaiguán
Cabaiguán es un municipio y ciudad del centro de la isla de Cuba perteneciente a la provincia de Sancti Spíritus. Limita al norte con el municipio de Yaguajay, al este con el municipio de Taguasco, al sur con el municipio de Sancti Spíritus, sirviendo de límite el río Tuinucú, al suroeste con Fomento y al oeste y noroeste con Placetas, provincia de Villa Clara. 
Tiene una extensión territorial de 598,98 km².

## Demografía
La población cabaiguanense es de 68.000 habitantes aproximadamente. De origen europeo, principalmente canario (85 %). Por esto se le considera la capital canaria de Cuba.
Sus poblaciones fundamentales son: 
- Cabaiguán, cabecera municipal, con una población de alrededor de 35 000 habitantes.[3]

- Guayos, con una población de unos 15 000 habitantes.[4]

Además de la ciudad cabecera municipal, del mismo nombre que el municipio, este tiene otros lugares de residencia como Punta de Diamante, Neiva, Cuatro Esquinas, Nueva Cuba, Aramís Pérez, Manaquitas, Santa Lucía, Jíquima de Peláez, El Club y El Jobo

## Economía
La economía cabaiguanense es en lo esencial agrícola, enfatizándose el tabaco, gracias a sus suelos fértiles de tipo pardo. Su producción de habanos es reconocida a nivel internacional en las marcas Cohíba, Montecristo y Romeo y Julieta. Tiene otras fuentes generadoras de recursos como lo son la producción ganadera, avícola y porcina.
Exponentes de la industria están en la refinería Sergio Soto y en la planta de aceites básicos Cubalub, única del país. Posee la cantera Nieves Morejón del Ministerio de la Construcción y una estación experimental del tabaco. Han sido estimuladas últimamente las formas no estatales de gestión y la producción de materiales de la construcción a partir de las potencialidades locales.

## Educación
La enseñanza es pública, gratuita. Cada nivel educativo tiene garantizados los centros que le son necesarios. La informática y los idiomas son estudiados en la escuela de idiomas y los joven club de computación, respectivamente, además en la Facultad Obrero-Campesina nocturna y en el resto de los centros educativos.

Centros de Enseñanza Primaria
- Noel Sancho
- Dionisio Rodríguez
- Camilo Cienfuegos Gorriaran
- Carlos Manuel de Céspedes
- Tomás Pérez Castro
- Panchito Gómez Toro
- Escuelas de poblados exteriores a la cabecera municipal
- Centro Mixto Beremundo Paz

Centros de Enseñanza Media
- Conrado Benítez
- Juan Santandern Herrera
- Centro Mixto Beremundo Paz

Centros de Enseñanza Media Superior 
- Instituto Preuniversitario (IPU): Nieves Morejón López
- Escuela de Economía: Rubén Martínez Villena
- Escuela de Oficios: José Ramón Fuerte
- Centro Mixto Beremundo Paz
- Facultad Obrero-Campesina

Educación Superior 
- Centro Universitario Municipal (dependencia de la Universidad de Sancti Spíritus): Pedagogía, Cultura física.
- Ciencias médicas

## Cultura
Cabaiguán cuenta con varias atracciones culturales como museos, parques, cine, sala de video, joven club de computación y electrónica, ferias, casa de la cultura, bibliotecas, emisora radial, carnavales y muchos artistas de diferentes ramas, entre las que sobresalen la poesía y la plástica.
Cuenta con numerosos escritores residentes en el municipio o en otros lugares del país y el mundo que han publicado más de doscientos libros de diversos géneros literarios. Algunos de estos intelectuales han merecido premios y reconocimientos por sus obras. Entre ellos se pueden mencionar Vito Gómez (Cuquillo), Gumersindo Pacheco, Rosa María García Garzón, Eric González Conde, Marlene García Pérez, Leonor (Nancy) Marichal, Pedro Luis Rodríguez Molina, Kimany Ramos, Ernesto García, Jorge E. de la Torre, Mirta Estupiñán, Orlando Fernández Aquino, Sonia Díaz Corrales, Jorge G. Silverio Tejera, Andrei Álvarez, Alberto Sicilia, José Miguel Quintana, Yuliet Martínez, Noelio Ramos Rodríguez, Crucelia Hernández, Ubaldo Pérez Hernández, Mario Luis López Isla, Ester Lidia Vázquez Sehara, Tomás Herrera Morales, Edel Morales, Oscar G. Otazo, Isbel G. y Yunier Mena. 

### Arturo Alonso
Es uno de los compositores cubanos más prolíficos, tiene en su haber alrededor de 1360 canciones. Nacido en Ciego de Ávila el 9 de marzo de 1924, devino cabaiguanense desde temprana edad. Este pueblo lo hizo suyo y no lo dejó marchar jamás; a él dedicó este cantautor "Un canto a Cabaiguán", canción que identifica actualmente a la localidad.
Su inquietud artística comenzó a los 14 años, pero sus antecedentes estaban en la familia; una de las primas de la madre era concertista y viajó por todo el mundo, su padre tocaba el acordeón por afición. Algo que influyó en su gusto artístico fue el haber vivido durante un tiempo en Santa Clara, debido a asuntos de trabajo de su padre. En esa etapa (tenía 11-12 años) tuvo de vecino al "Gran Clavelito", que fue quien lo inspiró. A su regreso a Cabaiguán (14 años) comenzó a estudiar guitarra con Eduardo Egües, el padre de Richard Egües, quien lo enseñó a escribir música, a arreglar, a instrumentar y a tocar saxofón, también le ayudó Sixto Contreras, de Placetas. Entonces comenzó a escribir música: décimas y poesías de las que surgieron las primeras canciones; este despertar lo inicia "Dulce noviecita" y entre las que le siguen está "Ojos y mar", la cual no ha sido cantada por ningún intérprete.
Por esa época cantó en una emisora que estaba a prueba: en Cabaiguán funcionaba una emisora con una planta y los hermanos Ovidio y Fernando Suárez, que lo conocían, lo llamaron para que cantara; numerosas personas reconocieron su canción y les gustó. Arturo se estimuló y decidió hacerse trovador en la radio. 
A los 18 años fue hacia La Habana, se inició tocando en un trío. Ya en la capital, su talento lo lleva a la radio. El recuerdo de los años mozos, de su niñez, de sus padres, sus hermanos, le hace sentir nostalgia de su tierra, y de su inspiración brota "Un canto a Cabaiguán". El primer intérprete de esta canción fue él mismo. En un programa de la emisora CMQ, cuyo locutor era Pinelli, acostumbraban a dedicar los domingos a diferentes pueblos, uno de ellos se dedicó a Cabaiguán y a él fue invitado Arturo, quien cantó por primera vez esa canción que luego se convirtió en un himno.
La añoranza de su tierra lo hace regresar y continúa su carrera artística en las emisoras radiales de la región central. Por esa época, a su repertorio de sones, guarachas, boleros, danzones (su género preferido), guapangos, valses peruanos, se incorporan la folia y la isa canaria, esto se debe al dúo que crea en los años 50 con el canario Bernardo Pérez, conocido por el Dúo de los Isleños. Bernardo le contaba de sus vivencias en las Islas Canarias y a través de esa información compuso varias canciones dedicadas a Tenerife, La Palma y otras islas. Su repertorio incluye también canciones de contenido político y social como "Comandante de los pueblos", "Camilo no ha muerto" y "El Vaquerito".
Su talento artístico ha sido transmitido a otras generaciones, su hijo Ramón es una de ellas, actualmente, gracias a sus inicios con su padre como maestro es un músico de prestigio, pianista de concierto quien está tocando y es arreglista del conjunto Montesinos. Además organizó y dirigió el coro polifónico de Cabaiguán y enseñó a muchas personas a tocar guitarra.
En 1985 fue nombrado Presidente de la Asociación Cubana de Compositores y Autores Musicales de la provincia espirituana en su inicio, por lo que se puede decir que fue su organizador. Por esa época su labor consistió en agrupar todo el talento que existía en los municipios, ayudó a muchos autores a obtener su derecho de autor y les transcribía la música, les hacía las partituras de los números que registraban.
Este cantautor tiene editados tres libros: La octava isla, publicado en la Isla de La Palma; Pinceladas cubanas, publicado en Palmas de Mallorca, y Canciones de siempre, editado por él en la década del 40; los mismos son compilaciones de décimas y canciones. Aún tiene inédito un libro de cuentos, el cual proyectó publicar bajo el título Cuentos de velorios.

## Otros proyectos
- Wikimedia Commons alberga una categoría multimedia sobre Cabaiguán.

- Datos: Q862728
- Multimedia: Cabaiguán / Q862728